# Goryphus cinctitibia
Goryphus cinctitibia är en stekelart som beskrevs av Morley 1917. Goryphus cinctitibia ingår i släktet Goryphus och familjen brokparasitsteklar. Inga underarter finns listade i Catalogue of Life.